# Churrascaria
Churrascaria (portugalsko: [ʃuʁɐskɐˈɾi.ɐ]) je kraj, kjer meso pečejo v slogu churrasco, kar približno pomeni portugalska beseda za 'žar'.
Kuhinja Churrascaria je običajno (vendar ne vedno) postrežena v slogu rodízio, kjer potujoči natakarji postrežejo meso z žara z velikih nabodal neposredno na krožnike sedečih gostov.

## Terminologija
Sorodna terminologija prihaja iz portugalskega jezika. Churrasqueiro je nekdo, ki kuha hrano v slogu churrasco v restavraciji churrascaria ali doma. Churrasqueira je žar za peko na žaru, ki se uporablja za ta način kuhanja.

## Zgodovina
Izrazito v južnoameriškem slogu rotisserie, svoj izvor dolguje pečenju ob ognju gaučov iz južne Brazilije, Argentine in Urugvaja, tradicionalno iz regije pampa, pred stoletji.

## Sodobnichurrascarias
V sodobnih restavracijah je običajno na voljo storitev rodízio. Garçoni (natakarji) pridejo k mizi z noži in nabodali, na katerih so nabodene različne vrste mesa, pa naj bo to govedina, svinjina, file mignon, jagnjetina, piščanec, raca, šunka (z ananasom), klobasa, riba ali katerokoli druga vrsta lokalnega kosa mesa. Običajen kos govejega fileja je znan kot picanha. Poleg strežbe mize je na voljo samopostrežni bife s solato, kruhom, rižem in farofo.

### Rodízio
V sistemu kroženja mesa, znanem tudi kot espeto-corrido, natakarji postrežejo vse jedi, ki so na voljo v hiši, vsem strankam, običajno na samem nabodalu (od tod tudi ime), ki si izberejo del, ki jim je všeč.
Vedno je na voljo samopostrežni bife s solatami in prilogami. V najboljših restavracijah boste našli predjedi.

#### Zgodovina rodízia
Glede na ACHUESP – Združenje restavracij z zrezki zvezne države São Paulo – se je najbolj sprejeta različica o rojstvu rodízia zgodila sredi 60-ih v Jacupirangi – SP na Churrascaria 477, ki jo vodi Albino Ongaratto.
Po poročilih je nekega dne, ko je bila restavracija z zrezki polna romarjev, ki so prihajali s festivala Bom Jesus de Iguape, neroden natakar zamenjal naročila pri več mizah, kar je povzročilo veliko zmedo. Zato je Albino pomislil, da bi bilo dobro postreči vsa nabodala za vse mize. Ideja je bila dobro sprejeta in postala rutina v hiši, ki je zadovoljila svoje stranke in postala znana po vsem svetu.
Churrascaria 477 še vedno deluje na isti lokaciji.

### Brazilija
V večini predelov Brazilije churrasco pečejo na oglju. Na jugu Brazilije, večinoma blizu meje z Argentino in Urugvajem, pa se uporablja tudi žerjavica iz lesa.

### Portugalska
Po vsej Portugalski obstajajo različni žari churrasqueira v mestih in ob cestah na državnih avtocestah. Medtem ko restavracije churrasqueira ponujajo tipično frango (piščanec), govedino ali svinjino na žaru, lahko ponudijo tudi piščanca na žaru in številne druge kulinarične jedi.

### Združene države Amerike
Kuhinja Churrascaria v kombinaciji s postrežbo v slogu rodízio je postala bolj priljubljena v ZDA in se razširila na številna mesta.